# Scaptodrosophila specensis
Scaptodrosophila specensis är en tvåvingeart som först beskrevs av Bock 1976.  Scaptodrosophila specensis ingår i släktet Scaptodrosophila och familjen daggflugor. Inga underarter finns listade i Catalogue of Life.